# Socotrella dolichocnema
Socotrella dolichocnema ist die einzige Pflanzenart der damit monotypischen Gattung Socotrella aus der Unterfamilie der Seidenpflanzengewächse (Asclepiadoideae). Die Erstbeschreibung von Socotrella dolichocnema erfolgte 2002 durch Peter Vincent Bruyns, die Gattung beschrieb er gemeinsam mit Anthony G. Miller. Der botanische Name der Gattung verweist auf das Vorkommen auf der Insel Sokotra.

## Beschreibung
Socotrella dolichocnema wächst als kleine, etwas rhizomatöse Sukkulente.
Die vierkantigen, mehr oder weniger rechtwinkligen, dunkelgrünen, niederliegenden Triebe sind 5 bis 15 Zentimeter lang und 4 bis 7 Millimeter dick. Ihre Warzen besitzen an ihrem oberen Ende eine 1 bis 2 Millimeter lange zahnförmige Gabelung. Blattrudimente oder Stipularzähnchen sind nicht vorhanden.
Je Trieb werden in der Nähe der Triebspitze mehrere Blütenstände ausgebildet, diese tragen ein bis fünf Blüten, die sich nacheinander öffnen. Um die Basis des 2,5 bis 4,2 Zentimeter langen und etwa 1 Millimeter dicken, aufsteigenden Blütenstiels herum befinden sich 1 bis 2 Millimeter lange, zugespitzte Brakteen. Die eiförmig-lanzettlichen, scharf zugespitzten Kelchblätter weisen eine Länge von etwa 1,5 Millimeter auf und sind an ihrer Basis 0,5 Millimeter breit. Die flach glockenförmige Blütenkrone ist außen hell gelbgrün, kahl und glatt. Innen ist sie gelb mit breiten, rötlich länglichen Markierungen, kahl und fein papillös. Sie misst 18 bis 22 Millimeter im Durchmesser. Die Kronröhre ist 2 Millimeter lang und 5 bis 6 Millimeter breit. Die stumpfen, innen leicht konvexen Kronzipfel sind 7 bis 8 Millimeter lang und an ihrer Basis 3 bis 4 Millimeter breit. Die Nebenkrone weist eine Länge von 2 Millimeter und eine ebensolche Breite auf. Ihre äußeren Zipfel sind zu winzigen Lappen unterhalb der Leitschienen reduziert. Die inneren Zipfel sind aufrecht, etwa 0,5 Millimeter lang und liegen auf der Rückseite der Staubblätter auf. Ihr ellipsoides Pollinium ist deutlich länger als breit.

## Verbreitung und Gefährdung
Socotrella dolichocnema ist im Bereich des „Western Plateau“ der zu Jemen gehörenden Insel Sokotra in Höhenlagen um 660 Meter verbreitet. Die Art wird in der Roten Liste gefährdeter Arten der IUCN als gefährdet („Vulnerable (VU)“) eingestuft.

## Nachweise